# プリンセスカップ (岩手競馬)
プリンセスカップは、岩手県競馬組合が施行する地方競馬の重賞競走（M1）である。正式名称は「サンケイスポーツ杯 プリンセスカップ」、サンケイスポーツを刊行する産業経済新聞社が優勝杯を提供している。

## 概要
1984年に盛岡競馬場のダート1100mのサラブレッド系3歳（現2歳）の牝馬、岩手所属馬限定の特別競走「プリンセスカップ」として創設。第3回から第19回まで第9回を除き水沢競馬場で施行されていたが、第20回から第28回まで盛岡とその都度変更されていた。特別競走時代の開催時期は幾度も変更されている。
2012年からGRANDAME-JAPAN2歳シーズンの対象レースとして地方競馬全国交流の重賞競走に昇格。施行条件は水沢競馬場ダート1400mとなった。
2016年に岩手競馬で重賞格付け制度が開始され、M2に格付けされた。
2018年に競走名が「岩手日日新聞杯 プリンセスカップ」となる。
2021年からは盛岡競馬場での開催に変更された。
2022年からはM1に格上げされ、1着賞金は前年の倍の500万円となった。
2024年に競走名が「サンケイスポーツ杯 プリンセスカップ」となる。

### 条件・賞金（2024年）
出走条件
サラブレッド系2歳牝馬、地方全国交流。
負担重量
定量（54kg）
賞金等
賞金額は1着500万円、2着175万円、3着100万円、4着65万円、5着35万円、着外手当は2万5000円。
副賞
サンケイスポーツ賞、日本軽種馬協会会長賞、開催執務委員長賞

## 歴代優勝馬
全てダート1400mで施行。
| 回数   | 施行日         | 競馬場 | 優勝馬             | 性齢 | 所属   | タイム | 優勝騎手 | 管理調教師 | 馬主               |
| ------ | -------------- | ------ | ------------------ | ---- | ------ | ------ | -------- | ---------- | ------------------ |
| 第29回 | 2012年12月1日  | 水沢   | ブリリアントロビン | 牝2  | 水沢   | 1:29.2 | 小林俊彦 | 佐藤祐司   | 千葉重雄           |
| 第30回 | 2013年12月2日  | 水沢   | カクシアジ         | 牝2  | 北海道 | 1:27.4 | 岩橋勇二 | 田中淳司   | （有）下河辺牧場   |
| 第31回 | 2014年12月1日  | 水沢   | ミラクルフラワー   | 牝2  | 北海道 | 1:27.7 | 松井伸也 | 齊藤正弘   | 簗詰幸子           |
| 第32回 | 2015年11月30日 | 水沢   | サプライズハッピー | 牝2  | 盛岡   | 1:28.9 | 山本聡哉 | 櫻田浩三   | 西村專次           |
| 第33回 | 2016年11月28日 | 水沢   | スターインパルス   | 牝2  | 浦和   | 1:30.6 | 吉原寛人 | 小久保智   | 坂本順子           |
| 第34回 | 2017年11月26日 | 水沢   | エグジビッツ       | 牝2  | 北海道 | 1:27.2 | 岩橋勇二 | 田中淳司   | 西森鶴             |
| 第35回 | 2018年11月26日 | 水沢   | シェリーアモール   | 牝2  | 北海道 | 1:27.9 | 山本聡哉 | 山口竜一   | 吉橋英隆           |
| 第36回 | 2020年11月30日 | 水沢   | ゴールデンヒーラー | 牝2  | 水沢   | 1:27.7 | 山本聡哉 | 佐藤祐司   | 平賀敏男           |
| 第37回 | 2021年11月14日 | 盛岡   | レディーアーサー   | 牝2  | 北海道 | 1:25.7 | 服部茂史 | 田中淳司   | 会田裕一           |
| 第38回 | 2022年11月13日 | 盛岡   | フジラプンツェル   | 牝2  | 水沢   | 1:25.8 | 山本政聡 | 瀬戸幸一   | （有）富士ファーム |
| 第39回 | 2023年10月29日 | 盛岡   | コモリリーガル     | 牝2  | 北海道 | 1:27.4 | 村上忍   | 米川昇     | 子守貴久           |
| 第40回 | 2024年11月3日  | 盛岡   | エイシンナデシコ   | 牝2  | 北海道 | 1:27.2 | 山本政聡 | 村上正和   | 平井克彦           |

#### 各回競走結果の出典
- プリンセスカップ 歴代優勝馬- 地方競馬全国協会
- JBISサーチ
  - 2022年、2023年、2024年